# Americo di Gatino
Americo di Gatino (fl. XI secolo) è stato un monaco cristiano ed erudito francese dell'XI secolo.
Monaco a Mau des Fossés, compose l'Ars lectoria, una monumentale opera che ha il didascalico scopo di insegnare la giusta pronuncia delle parole latine.